# Televize

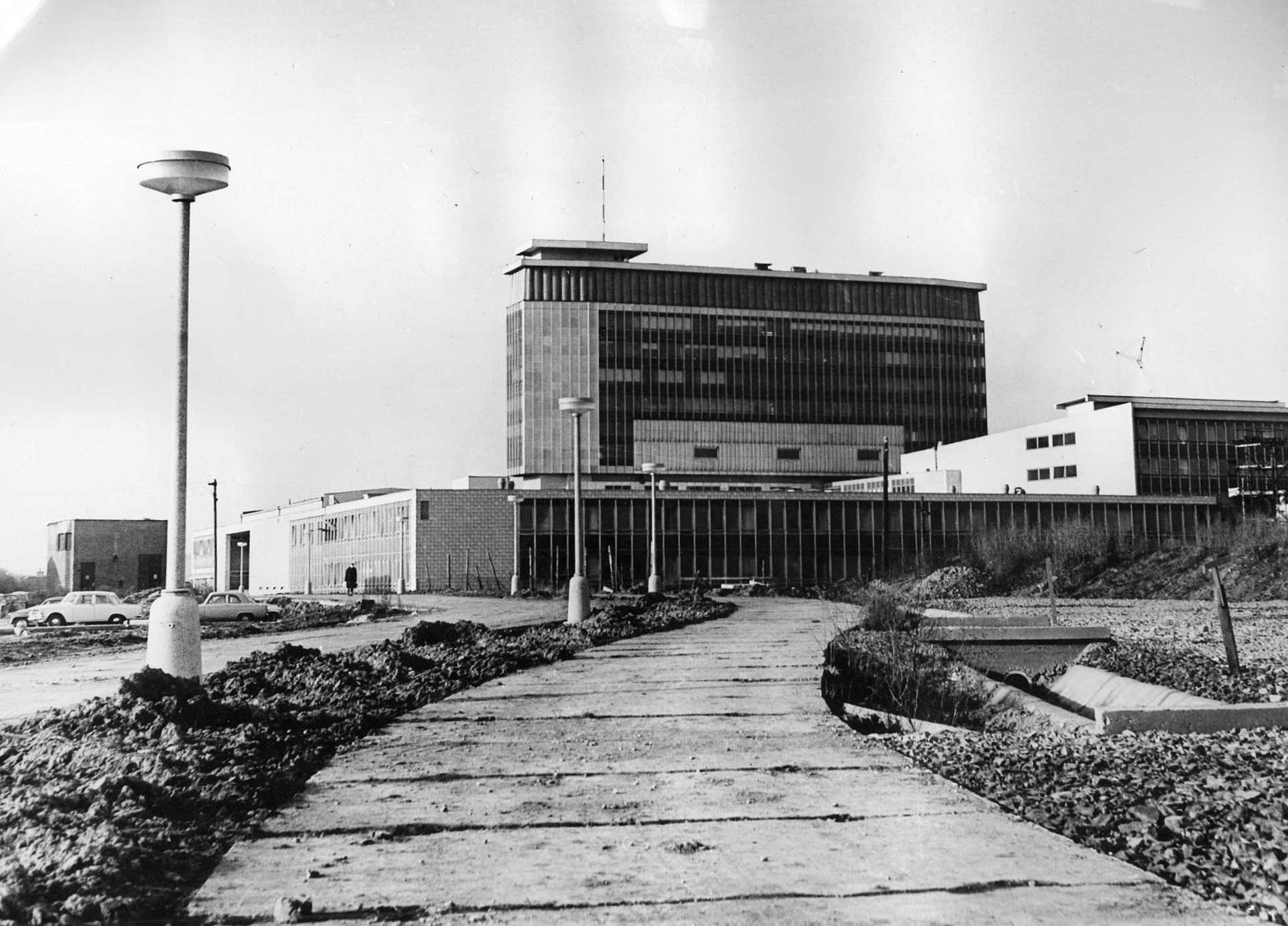
Sídlo České televize na Kavčích horách (foto z roku 1971)

Televize (z řeckého tele – daleko a latinského videre – vidět) je široce používané jednosměrné dálkové telekomunikační a plošné vysílání (tzv. broadcasting) kombinace obrazu a zvuku (videa) a jeho individuální příjem pomocí televizoru. Komerční využití televize sahá do 30. let 20. století, postupně se dostala do domácností a stala se významným zdrojem zábavy a informací. V 50. letech započal přechod na plošné barevné vysílání.
Pojem televize zahrnuje i produkci obsahu, tedy videotvorbu určenou pro masmediální prezentaci televizním vysíláním. Společnosti, které se touto tvorbou zabývají jsou též nazývány televize. Rozlišujeme tři typy televizí: státní, veřejnoprávní a soukromé.

## Historie

### Mechanická televize
První pokusy o přenos obrazu se uskutečnily v polovině 19. století. V roce 1884 byl patentován Nipkowův kotouč, tzv. elektrický teleskop, který provádí mechanický rozklad obrazu pomocí rotujícího kotouče se spirálově uspořádanými otvory. Jednalo se o počátek mechanického systému přenosu (předvedeno na světové výstavě v Paříži 1900). Na jeho základě byl v roce 1925 proveden první televizní přenos Logie Bairdem. Vývoj přenosu videoobrazu následoval krátce po započetí experimentování s jednorázovým záznamem obrazu, nyní známým jako fotografie.
Roku 1843 formuloval skotský hodinář Alexandr Bain tři principy přenosu obrazu na dálku:
1. Rozklad obrazu na řádky a body.
2. Světelné body je potřeba převést na elektrické impulsy a naopak.
3. Rozklad i skládání musí probíhat synchronizovaně.

Rychlost přenosu mechanické televize byla 1000 bodů/s, elektronické v roce 1978 až 12,5 mil. bodů/s.

### Elektronická televize
V roce 1897 vynalezl Ferdinand Braun katodový oscilograf.
Počátky elektronických televizních přijímačů spadají do přelomu 19. a 20. století, kdy byla vynalezena katodová trubice (CRT). V roce 1923 vynalezl Kosma Zworykin snímací elektronku – ikonoskop přijímací elektronky. Na počátku 30. let 20. století bylo předvedeno kompletní snímání i příjem elektronické televize, které rychle získalo převahu. V Česku se používal pojem elektronková televize.
V Anglii, Sovětském svazu, USA, Francii a Německu probíhají první experimentální TV vysílání. 22. března 1935 v Berlíně proběhlo vůbec první pravidelné vysílání. Vysílalo 90 minut, třikrát týdně. 2. listopadu 1936 začíná pravidelně vysílat BBC (na 300 majitelů TV).

### Barevná televize
Princip barevné televize byl patentován v roce 1897 polským vynálezcem Janem Szczepanikem. První projekt s barevnou televizí byl vytvořen v roce 1908 v Německu. První pokusy s vysíláním v barvách ve Spojených státech amerických se odehrály v roce 1941 na kanálu NBC, krátce nato i na CBS. První plošné vysílání barevné televize proběhlo ve Spojených státech v roce 1954, prvenství obdržel seriál The Marriage (Manželství), vysílaný na stanici NBC. K masovějšímu rozšíření barevných televizí došlo až v 70. letech.
V tehdejším Československu se první pokusy s televizním vysílání v barvách odehrály v 2. polovině 60. let, ale pravidelné vysílání v barvách bylo spuštěno až v květnu 1973.

### Analogové televizní vysílání
Televizní standard se vyvíjel od třicetiřádkového obrazu (Telehor 30) až po francouzský standard HDTV (1080 řádků). Nejstarším analogovým standardem, který se dožil nahrazení digitální televizí, je americký NTSC (525 řádků, 29,97 Hz, prokládaný) existující od roku 1941. V Evropě se používala norma 625 řádek, 25 Hz, prokládané, s rozšířením PAL a starším SECAM pro barevný obraz. Pro přenos pozemního televizního vysílání se používaly rádiové vlny o frekvencích 47 až 230 MHz, což odpovídá velmi krátkým vlnám (VHF) a 470 až 960 MHz – ultra krátké vlny (UHF). Kromě pozemního vysílání se rozvíjelo i analogové satelitní vysílání. V 90. letech vznikly standardy pro digitální televizní vysílání, které postupně analogové vysílání vytlačily.

### Historie televize v Česku
Roku 1935 doc. Jaroslav Šafránek (fyzikální ústav UK Praha) předvedl přijímací televizní aparaturu (měla 30 řádků a fungovala na principu mechanického rozkladu).
Na Mezinárodní rozhlasové výstavě (MEVRO) byl v roce 1948 prezentován úplný kamerový řetězec v elektronickém systému.  Ještě téhož roku, 4. července, proběhl první přímý televizní přenos z XI. všesokolského sletu na pražském Strahově[zdroj?].
V roce 1953 se v Tesle Strašnice začal se vyrábět přímozesilující televizní přijímač Tesla 4001A pro 1. kanál československé televizní normy. 1. května 1953 začalo první pravidelné zkušební veřejné vysílání. Studia v té době byla v Praze, Brně, Ostravě a Bratislavě. V roce 1953 se v ČSR prodalo 355 televizorů TESLA. Televizor tehdy stál 4000 Kčs.
Televize vysílala v roce 1953 3 dny v týdnu, 1954 4 dny, 1955 5 dní, 1958 7 dní.
V září 1961 mělo koncesi 1 mil. majitelů televizních přijímačů, v roce 1963 již 1,5 mil. majitelů.
V roce 1966 bylo zahájeno reklamní vysílání, 1970 začal vysílat druhý program, 1973 bylo spuštěno pravidelné barevné vysílání.
První komerční stanice Premiéra TV (do prosince 1993 FTP Premiéra) zahájila vysílání 20. června 1993. Od 3. ledna 1997 se změnila na TV Prima. První celoplošná komerční stanice TV Nova zahájila vysílání 4. února 1994.
21. října 2005 bylo v Česku zahájeno pozemní digitální vysílání (DVB-T), které umožnilo zvýšit počet vysílaných programů. Pozemní analogové vysílání televize bylo v České republice ukončeno 30. listopadu 2011. V letech 2019–2020 proběhl plošný přechod na DVB-T2.

## Televizní standardy současnosti

### Digitální televize
Princip digitálního přenosu televizního vysílání byl předveden v roce 1990 japonskou společností MUSE. Standardy pro satelitní vysílání digitální televize DVB-S a pro šíření televize po kabelových sítích DVB-C byly přijaty v roce 1994, pro pozemní digitální vysílání DVB-T na začátku roku 1997.

### Chytrá televize
Chytrá televize je druhem přijímače televizního vysílání, která kromě prostého příjmu televizního signálu má v sobě buď proprietární systém nebo operační systém, který slouží k interakci uživatele s dalším multimediálním obsahem, který není založen na okamžitém přenosu a příjmu vysílaného televizního signálu, ale může s ním interagovat nehledě na televizní vysílání. Chytré televize umožňují i připojení k internetu a nabízí se tak možnost sledování videí a filmů kdykoli, s čímž se pojí i služby souhrnně nazvané video on demand (video na vyžádání). Více populární se stává služba video na vyžádání, kde se platí předplatné (například Netflix, Amazon Prime Video nebo HBO).

## Vysílací systémy

### Pozemní vysílání
V Evropě, na středním východě a v Africe se v roce 2020 používají frekvence 174 až 790 MHz, po dokončení přechodu na DVB-T2 se bude v ČR používat rozsah 470 až 694 MHz. Pro příjem signálu se používá televizní anténa.

### Kabelová televize
Vysílání kabelové televize je šířeno koaxiálním nebo optickým kabelovým rozvodem.

### Satelitní televize
Satelitní vysílání je zprostředkováváno přes satelity obíhající Zemi. Pro příjem signálu se používá parabolická anténa.

### Internetová televize
Prostřednictvím internetu lze též šířit televizní vysílání, daná stanice umožňuje sledování přímo přes její stránky nebo přes zprostředkovatele, kde je v nabídce více televizí. Populární jsou i služby video na vyžádání, konkrétně ty, které fungují ve formě předplatného.

### Digitální televizní vysílání
- DVB-T2 Novější digitální pozemní vysílání s vyšší kompresí signálu[7]
- DVB-T Digitální pozemní vysílání
- DVB-S Digitální satelitní vysílání
- DVB-C Digitální vysílání přes televizní kabelový rozvod
- IPTV Digitální vysílání přes počítačovou síť
- Internetové streamování – možnost sledovat televizi přes běžný internetový prohlížeč[8]

V roce 1998 začaly USA a Británie vysílat terestriálně digitálně (DVB-T) (do té doby digitálně pouze ze satelitů (DVB-S) nebo přes kabel (DVB-C)).

### Rozlišení digitálního televizního vysílání
- LD – značí low definition, tedy nízká kvalita rozlišení
- SD – značí standard definition, tedy rozlišení 576i pro většinu států světa, kromě většiny zemí Ameriky, a 480i pro zbytek světa, tedy převážně americký kontinent; v současnosti jde již o zastarávající a nedostačující rozlišení
- HD – značí high definition, spadají pod ní rozlišení 720p, 1080i a 1080p
- UHD – značí ultra high definition, pod což spadají rozlišení větší než HD, například 2K, 4K a 8K